# Locomotiv GT
A Locomotiv GT, röviden LGT (becézve Loksi) a magyar rockzene egyik legnagyobb hatású együttese. A zenekar nevében a GT a Gran Turismo rövidítése, utalva a tagok előtt álló hosszú útra, vagy a mozdonytípusra. Az LGT névadó szimbólumának eredete nem tisztázott: a legelső lemezükön felbukkanó, akkor még akváriumban álló stilizált gőzmozdony motívuma végigkísérte a zenekar történetét. Lemezborítók sokaságán szerepelt (az egyik album egyenesen a 424 – Mozdonyopera címet viseli), az 1992-es búcsúkoncerten pedig showelemként egy valódi gőzösön érkezett a Nyugati pályaudvarra a négy zenész.

## A zenekar története

### A kezdetek (1971–1973)
1970-ben az Ifjúsági Magazin a közönség szavazatai alapján állította össze a legjobb magyar együttest. Tagjai: Radics Béla (gitár), Sztevanovity Zorán (akkordgitár), Frenreisz Károly (basszus), Presser Gábor (orgona), Laux József (dob), Fülöp Ervin (fúvósok), Benkő László (billentyű), Kóbor János (ének). Ez volt a „supergroup I.”, de ilyen felállásban soha nem játszott az együttes. Az álomcsapatból Frenreisz, Presser és Laux a Supergroup II-ből Barta Tamással kiegészülve hivatalosan 1971. április 6-án alakította meg az LGT-t Budapesten. Alapítói ekkor már ismert, sikeres karriert befutott zenészek voltak, élükön az Omegából érkezett zeneszerző-billentyűs-énekessel, Presser Gáborral. Szintén az Omega sorait erősítette korábban a dobos (és menedzser), Laux József és felesége, Adamis Anna szövegíró, Presser állandó szerzőtársa, „az LGT ötödik tagja”. Az LGT megalakulásával a magyarországi népszerűsége csúcsán lévő Omega ily módon kettészakadt, ami komoly indulatokat kavart (erre utal a Boldog vagyok szövege, amire a „maradék” Omega a Hűtlen barátok című dallal válaszolt). A basszusgitárt a tehetséges, egyéni hangú Frenreisz Károly vette kézbe, aki korábban a Metróban tett szert hírnévre, a szólógitáros pedig a szintén legendás tudású ex-hungáriás Barta Tamás lett.
Bemutatkozó koncertjüket a Budai Parkszínpadon tartották júliusban, és augusztusban meg is jelent első kislemezük, amely a Boldog vagyok és a Ha volna szíved című dalokat tartalmazta. Októberben a Tolcsvay-trióval közös klubot nyithattak a Kertészeti Egyetemen. Még 1971 novemberében az Ezüst nyár (Silver Summer) című dalukkal kivívott népszerűségüknek köszönhetően díszvendégként kiutazhattak a tokiói, Yamaha védnöksége alatt álló World Popular Song Festivalra, ahol az Érints meg angol nyelvű verziója (Touch Me, Love Me, Rock Me) hatalmas sikert aratott. Ismét megszületett egy kislemez, rajta a két angol slágerrel.
1971 decemberében megjelent az LGT első albuma, mely a Locomotiv GT címet viselte. A hazai közönség soraiban első, a korszak brit progresszív rockzenéjének hatását mutató elvontabb alkotásaikkal nem arattak olyan nagy sikert, mint külföldön, nyugaton azonban karrierjük továbbívelt, főleg miután a New Musical Express The Tremeloes kíséretében Budapestre érkező munkatársa az LGT fellépése hallatán megírta, hogy „az új rock-szenzáció Keletről jöhet!” („The new rock sensation could come from the East!”). Nem kis mértékben ennek hatására az LGT 1972 májusában az európai kontinensről egyedüli együttesként kiutazhatott az angliai Lincolnban megrendezett Great Western Express Festivalra, ahol olyan legendás zenekarok és énekesek mellett léptek fel – a szakadó esőben –, mint a Genesis, a Beach Boys, Joe Cocker és a Faces.
1972 őszén megjelent az itthon hangszerelt, de Londonban felvett második albumuk, az első lemez hangzását folytató Ringasd el magad, illetve a Szeress nagyon/Csak egy szóra című kislemez. (Egyúttal Zalatnay Saroltának elkészítették az Álmodj velem című albumot és három kislemezt.) Eközben felmerült, hogy az LGT a tapasztalatok birtokában nem lenne-e hajlandó megzenésíteni Déry Tibor Képzelt riport egy amerikai popfesztiválról című kisregényét. Az együttes vállalta a feladatot, ám a színpadi lekötöttséget ellenző Frenreisz 1973-ban kilépett és megalakította saját együttesét, a Skorpiót. Helyére egy újabb ex-Omega tagot hívtak az artistaképzőt végzett Somló Tamás személyében, aki időközben a Non-Stop együttesben is megfordult. A Popfesztivál hallatlanul nagy sikert könyvelhetett el, öt országban mutatták be.

### A nagy sikerek kora (1973–1980)
1973-ban készült el a harmadik, az előzőeknél emészthetőbb hangzású album, a Bummm!, amely itthon is meghozta az igazi sikert és népszerűséget az LGT számára. Az album legismertebb dalai: Ringasd el magad, Kék asszony, Gyere, gyere ki a hegyoldalba, Ő még csak most tizennégy, Vallomás, Miénk itt a tér. Az albumot egy évvel később, Barta disszidálása miatt betiltották. Az LGT ennek ellenére háttérbe szorította az addig egyeduralkodó Omegát.
Ebben az évben ismét kiutaztak Nagy-Britanniába, ahol tévéműsorban szerepeltek, koncerteztek és lemezfelvételeket készítettek. 1974-ben ezt egy három hónapos amerikai turné fejelte meg, ami szédítő sikerekkel kecsegtetett: Jimmy Miller, a Rolling Stones impresszáriója karolta fel egy új, angol nyelvű lemeztervüket. A munkálatok azonban végül félbeszakadtak – a Magyar Népköztársaság letiltotta a lemez kiadását – ráadásul Barta Tamás úgy döntött, hogy nem tér haza, és kint épít karriert. Helyettesítésére a Generálból érkezett Karácsony János, és már az ő közreműködésével készült az 1975-ben megjelent negyedik album, a Mindig magasabbra. A címadó dal mellett az album legismertebb dalai az alábbiak: Szólj rám, ha hangosan énekelek, Neked írom a dalt, Álomarcú lány, Egy elfelejtett szó.
Az együttes 1973-1976 között Kovács Katival dolgozott együtt, négy albumon hallható együttműködésük (Kovács Kati és a Locomotiv GT, Rock and roller, Közel a Naphoz, Kati), legsikeresebb dalaik a Rock and roller, Szólj rám, ha hangosan énekelek, Várlak, Az eső és én, El ne hagyd magad (Kovács Kati és Somló Tamás duettje), Ha a dobos megengedné. Akkora sikernek örvendtek, hogy a külföldi munkák miatt itthon kissé háttérbe szorult énekesnő ismét élvonalba került. Még közös tévéshow-t is készítettek vele. Zorán számára is írtak három albumnyi zenét (Zorán, Zorán II, Zorán III).

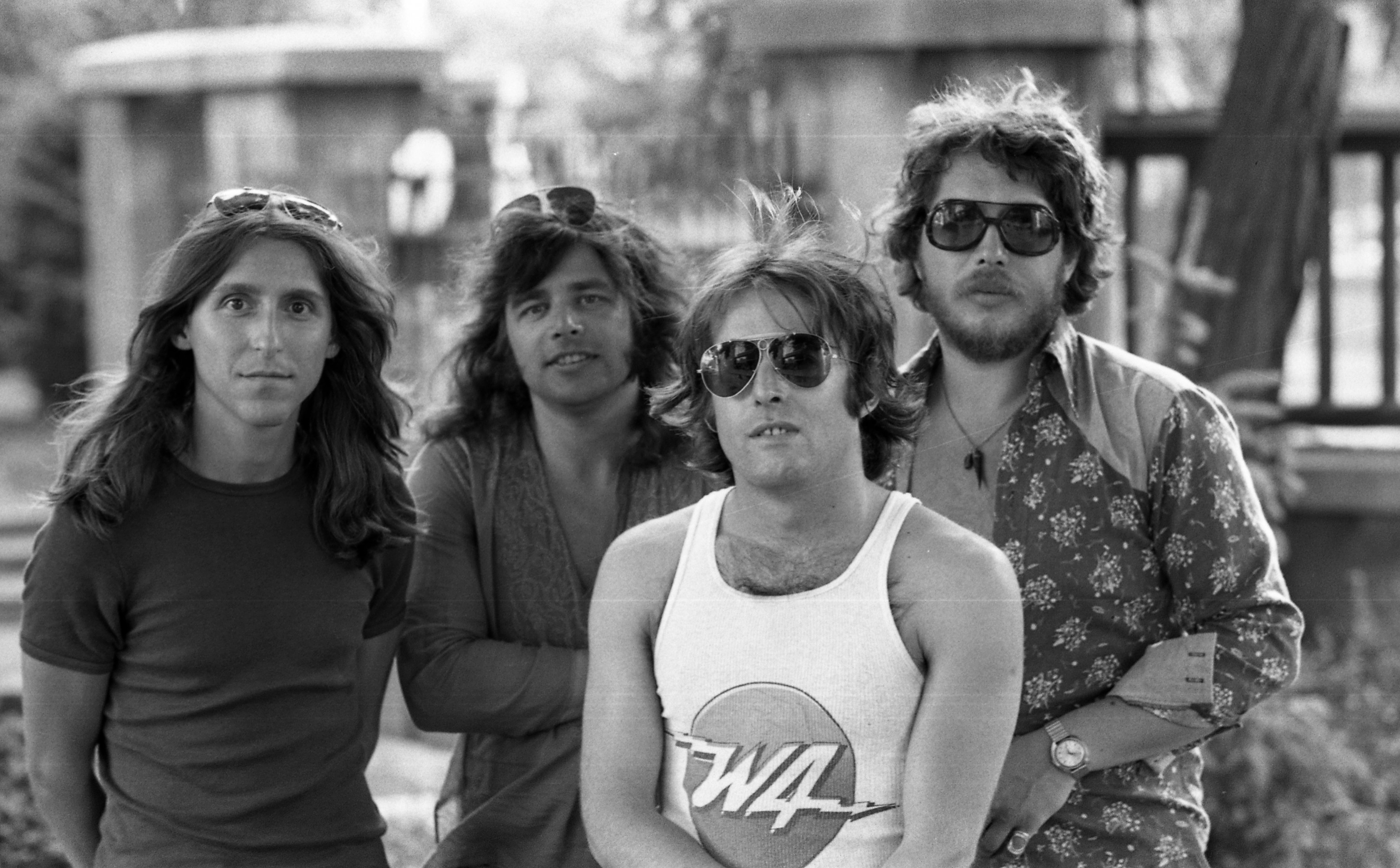
A Locomotiv GT 1976-ban: Karácsony János, Somló Tamás, Laux József, Presser Gábor

1976 termése volt a szintén betiltott, Locomotiv GT V. címet viselő dupla album, amely olyan slágereket tartalmazott, mint A Kicsi, a Nagy, az Arthur és az Indián, a Ha a csend beszélni tudna, a Fiú és a Mindenki. A hatalmas sikert a dobos Laux József már csak külföldről kísérhette figyelemmel: Kanadába, majd onnan az Egyesült Államokba ment, ahol hangmérnök lett. Utódja egy NDK-s turné erejéig a Skorpiós Németh Gábor, aztán egy sikeres erdélyi turnén az Atlaszos Szekeres Gábor, végül az ifjú Solti János lett a Generál soraiból, akivel kiteljesedett a végleges felállás.
Az 1977-es Zene – Mindenki másképp csinálja című album ismét hatalmas siker volt. Rengeteg népszerű dalt rögzítettek Sándor Pál filmrendező segítségével televíziós adás keretében: ekkor született A Rádió, a Zoránnal és Demjén Ferenccel előadott Jóbarátok vagyunk, a Mindenki másképp csinálja, a somlói Boogie a zongorán, valamint az ekkoriban elhunyt színész, Somogyvári Rudolf emlékére írt Egy elkésett dal. Ugyanebben az évben Presser Gábor – a rockműfaj képviselői közül elsőként – Erkel Ferenc-díjat kapott, a szövegek írásában pedig ez idő tájt kezdett mind nagyobb szerepet vállalni Zorán fivére, Sztevanovity Dusán. A sikerek mellett azonban kellemetlenségekből is jutott bőven a négy zenésznek: a második romániai turné után kitiltották őket az országból, és egy időre Magyarországon is letiltották fellépéseiket.
1978-ban elkészült a dupla válogatáslemez, az Aranyalbum 1971–76 és a Mindenki című album, amelyet többek között a Hirdetés, a Nem adom fel, a Nézd, az őrült és a Mindenféle emberek tett híressé. 1979-ben „csupán” egy kettős kislemezt sikerült tető alá hozni, azonban ennek mind a négy dala ismert és népszerű lett: Annyi mindent nem szerettem, Pokolba már a szép szavakkal, Miénk ez a cirkusz, Veled, csak veled.
Az 1980-as magyar űrrepülés tiszteletére Presser Gábor és Sztevanovity Dusán írt egy dalt, melyet az LGT a Neoton Famíliával közösen adott elő Asztronauta együttes néven. A dal kislemezen, Magyar a világűrben címmel jelent meg. 1980-ban ismét dupla album jelent meg, a Loksi. Ez volt az első lemez, amiért a zenekar előadóművészi jogdíjat kapott: 25 000 példány felett fejenként 70 fillért.

### Az LGT vége? (1980–1987)
1980-ban az LGT közös turnén vett részt az Omegával és a Beatricével. A Kisstadiont is érintő szabadtéri koncertsorozat jelentőségét egyrészt a két ősi rivális együttes kibékülése (az Omega-blokkban saját szerzeményeinek előadásakor Presser is zenélt, a koncertek végén pedig az Omega és az LGT közösen adta elő a Gyöngyhajú lányt), másrészt a rendszer által a perifiérára szorított Beatrice szereplése fokozta. A turnét nagy sikerű élő album is dokumentálta. 1981-ben a Szovjetunió, 1982-ben pedig a baráti Bulgária közönsége láthatta a Locomotiv GT csapatát.
1982-1983-ban az LGT az EMI-jal szerződésben angol nyelvű albumon dolgozhatott a legendás Abbey Roadon. Ennek magyar nyelvű változata 1982-ben itthon is megjelent – valamely furcsa oknál fogva Locomotiv GT X. címmel. Presser Gábor erre így emlékezett vissza:
Itthon is megjelenik a lemez, a zenekar rosszul számolja össze az eddig kiadottakat, és LGT X-nek nevezi, pedig csak a kilencedik. Most már mindegy. Ki van nyomtatva. A hátralevő rövid időben a zenekar számszakilag már nem jön rendbe.
Az album azonban már nem volt olyan népszerű, mint az eddigiek, pedig a Zenevonat igazi nagy sláger lett róla. Az LGT 1984-ben másfél hónapon át a Szovjetunióban koncertezhetett, ahol összesen mintegy 350 000 néző tombolta végig a fellépéseiket Leningrádban, Rigában, Tallinnban és Moszkvában. Presser visszaemlékezésében így ír:
Hatalmas ember, hatalmas megtiszteltetés, hatalmas ország, hatalmas stadionok, hatalmas pezsgők, hatalmas honvágy. 
 Haza kéne menni… 
 Itthon nagyon-nagyon jó. 
 Nagyon jó. 
 Jó. 
 Nem jó. 
 Valahogy megy ki a divatból a zene, valami más jön be, amit az LGT nem tud.
1984-ben jelent meg az első magyar óriás kislemez (mai szóhasználattal élve maxi), amely a beszédes Első magyar óriás kislemez címet viselte. Az együttes kedvetlenségét csak növelte, hogy a négy számból kettőt le akartak tiltani – a Kinn is vagyok, benn is vagyok mint burkoltan erotikusnak minősített szám még csak-csak átment a rostán, de a „kész lázítás” ítéletét kiérdemlő Dalaktika lemezen sosem jelent meg. 28 évvel később, 2012-ben a Hungaroton letölthető formában publikálta.
A zenekar készül a búcsúlemezre.
Ez 1984-ben jelent meg, és az Ellenfél nélkül címet viseli. Itt is átírásokhoz kellett folyamodni, és az igénytelen popzenei dömping hatása alatt álló nagyközönség sem értékelte igazán az „utolsó” alkotást. A turnék ritkultak, az utolsó fellépésre a törzshelynek számító Tabánban került sor 1987. május 2-án. (Dobray György itt forgatta a Szerelem második vérig című film nyitójelenetét. Az előzenekart a filmbéli "Flyers" együttes alkotta. A Mindenki alszik című sláger zenéjét Dés László szerezte. Berencsi Attila és Czakó Ildikó duettje adta elő.) A koncert után az LGT gyakorlatilag megszűnt: „elhatározza, hogy végtelen időre felfüggeszti magát, de nem oszlik fel”. Presser, Karácsony és Somló szólókarrierbe kezdett, Solti pedig más együtteseknek dobolt. Egymás lemezein olykor dolgoztak együtt, de a Loksi nem adott ki több albumot.

### Búcsúkoncertek és két új lemez (1992–2016)
Hét és fél évvel az Ellenfél nélkül megjelenése után, 1992. május 14-étől kezdve a Nyugati pályaudvar épületében tízezrek jelentek meg az LGT Posta Bank által finanszírozott búcsúkoncertjén – pontosabban búcsúkoncertjein, mivel a két főpróba is hatalmas érdeklődésre tartott számot, majd még két ráadást rendeztek. Aztán mindenki azt hitte, hogy az ötszörös búcsúkoncertet követően az LGT végleg eltávozott a magyar könnyűzene színpadáról. Nem így történt. 1996-ban a zenekar 25. születésnapján széles-, ám gyakorlatilag zártkörű koncertet tartottak a zenekar egykori tagjai, majd 1997-ben kétszer is összeálltak néhány szám erejéig, egyszer a Dandó Péter emlékére, másodszor pedig a Somló Tamás 50. születésnapjára rendezett koncerteken.
1997-ben váratlanul új albumuk jelent meg, a 424 – Mozdonyopera. Az album létrejötte a véletlennek köszönhető. A régi ismerős, Sándor Pál a róluk 1980-ban készült Volt 1x1 zenekar című film előkészületei során felkereste a tagokat, akik bevonultak a stúdióba, és az együtt zenélés örömétől átitatva elkezdtek új dalokat írni. Ezek azonban már nem fértek bele a műsorba. Így aztán megjelenhetett az új, az eddigieknél kicsit melankolikusabb, „öregesebb” lemez. A munkálatokat Magyarországon, teljes titoktartás közepette sikerült elvégezniük, a CD-k külföldön készültek.
1999-ben a Westel Kapcsolat napon kétszázezres közönség előtt lépett fel a legendás rockzenekar. 2002-ben egész napos LGT-fesztivált rendeztek az Óbudai-szigeten, amelyen a Popfesztivál részletei hangzottak el, valamint egy, az LGT zenéire készült balettet is bemutattak. 2002-ben aztán még egy meglepetéssel, egy új stúdióalbummal rukkolt elő a zenekar, A fiúk a kocsmába mentek címmel.
2006. december 5-én, Frenreisz Károly 60 éves jubileumi koncertjén fellépett az „Ős”-LGT is Frenreisz-Presser-Laux-Karácsony felállásban (utóbbi az elhunyt Barta helyett).
Az LGT 2007. július 29-én a marosvásárhelyi Félszigeten, augusztus 2-án Budapesten, a Klebelsberg Kúnó Kulturális Központban, augusztus 7-én pedig a budapesti Sziget Fesztivál nulladik napján lépett fel. A koncertet becslések szerint mintegy negyvenezren látták.
2013. február 15-ére az együttes egy Aréna koncertet hirdetett meg, amelyet végül a hatalmas érdeklődés miatt kibővítettek még két koncertnappal. Így az Újrahasznosítás koncerteket február 15. és 17. között minden nap megtartották, mind a három alkalommal telt házzal. Augusztus 18-án Alsóörsön az Európa kemping területén 3 órás koncertet adtak kb. 10 ezer fő előtt.
2016. július 19-én Somló Tamás hosszan tartó, súlyos betegség után elhunyt. Szeptember 4-én Karácsony János, Presser Gábor és Solti János hivatalosan bejelentették, hogy az LGT ezután nem folytatja működését.

## Az LGT külföldön
- 1971
  - november – Japán, Tokió: Yamaha-fesztivál (World Popular Song Festival). Különdíj a Touch Me, Love Me, Rock Me-ért.
- 1972
  - május 26–29. – Egyesült Királyság, Lincoln: az LGT a Great Western Express Festival egyetlen fellépője a kontinensről.
  - Az együttes a svédországi Sundsvallba utazik fellépni, de munkavállalási engedély híján fél napon belül kitoloncolják őket.
- 1973
  - április – Lengyelországi turné.
  - május – NDK, Berlin: kislemezfelvételek.
  - július-augusztus – Egyesült Királyság, London: Ally Pally Festival; Kelet-Berlin: Világifjúsági Találkozó (VIT).
  - augusztus – Lengyelország, Sopot: fellépés a sopoti dalfesztiválon.
  - szeptember – Csehszlovákiai turné.
  - október 22–november 30. – Egyesült Királyság, London: lemezfelvétel a CBS-szel szerződésben.
  - december – Ismét lengyel turné.
- 1974
  - május – Koncertek a Vajdaságban.
  - június – Tévéfelvétel a londoni Rainbow Theatre-ben Dick Clark In Concert című műsora számára.
  - június-július – Amerikai Egyesült Államok: turné, tévéműsorok, fellépés több fesztiválon (például az Ozark Music Festivalon), stúdiómunkálatok.
  - augusztus 10. – Koncert a finnországi Turkuban megrendezett Ruisrock fesztiválon.
  - augusztus-szeptember – Meghosszabbított amerikai tartózkodás, kudarcba fulladt lemezfelvételek.
  - október – Lengyelországi turné.
- 1975
  - június – Lengyelországi turné.
  - szeptember – Lengyelországi turné.
  - október 27–30. – Lemezfelvételek Csehszlovákiában, a Prága melletti Dejvicében.
  - november – Japán, Tokió: ismét Yamaha-fesztivál.
- 1976
  - március – Lengyelország, Varsó: koncertfelvételek készülnek a Sala Kongresowában tartott fellépésekről.
  - október 29–30. – Két berlini koncert.
  - december – Romániai turné. Az Atlasz dobosa, Szekeres Gábor játszik Laux helyén.
- 1977
  - március – Lengyelországi turné.
  - október – Jugoszláviai turné.
  - november – Londoni fellépések.
  - november-december – Második romániai turné. Botrányos jelenet a bukaresti Ceaușescu-palotában, már-már tettlegességig fajuló vita a helyi bőrkabátosokkal. A következmény: külügyminisztériumi jegyzékváltás és kitiltás Romániából.
- 1978
  - november – Lengyel turné a V’Moto-Rockkal, Zoránnal és Zalatnay Saroltával közösen.
- 1979
  - január – Magyar gálaest a cannes-i MIDEM-en, ahol Laux is feltűnik.
  - május-június – Szovjet turné, fellépések Leningrádban, Vilniusban, Kaunasban, Rigában és Moszkvában.
  - július – Fellépések Bulgáriában, az Arany Orfeusz Fesztivál gálaestjén és önálló koncerteken.
  - november – Kubai turné.
- 1980
  - október – NDK, Rostock: egy tévéfelvételen találkoznak Chris Johnnal, az EMI kelet-európai kereskedelmi igazgatójával. Megmutatják neki az NSZK-ban és Svédországban frissen megjelent angol nyelvű lemezt – ez lesz a későbbi EMI-szerződés alapja.
- 1981
  - május-június – Hathetes turné a Szovjetunióban. Leningrádban, Rigában, Tallinnban, Vilniusban, Jerevánban, Bakuban és Moszkvában játszanak.
  - nyár-ősz – Két hét a londoni Abbey Road Studiosban, ahol három demót vesznek fel: Prima Donna, Memory, Ready for Love (Primadonna, Titkos szobák szerelme, A dal a miénk).
  - november-december – Félbeszakadt lengyelországi turné. Az egyik koncerten bőrkabátosok jelennek meg, és rövid úton távozásra bírják a zenekart, így a zenekar elsőként értesül arról, hogy Wojciech Jaruzelski bevezette a szükségállapotot.
- 1982
  - március 31. – NSZK, Hamburg: magyar popgála, melynek műsorát az LGT zárja, a koncert végén az Ezüst nyár örömzenébe torkollik.
- 1983
  - február-március – Ismét Londonban: fotózás, interjúk, tévéfelvételek, turné a 10cc előzenekaraként, végül egy önálló koncert.
- 1984
  - május 10–június 10. – Szovjet turné Leningrád, Riga, Tallinn, Moszkva állomásokkal.
  - szeptember – Törökország, Isztambul: két koncert Katona Klárival egy ókori amfiteátrumban, homokviharral fűszerezve.
- 1986
  - június – Három koncert Csehszlovákiában.
  - július 11. – Dánia, Albertslund: az LGT a Koppenhága közelében megrendezett Freds Festivalon Révész Sándor társaságában lép fel.
- 2007
  - július 29. – Erdély, Marosvásárhely: 30 év távollét (és kitiltás) után az LGT újból fellép Erdélyben, a Marosvásárhelyen szervezett Félsziget Fesztiválon.

## Tagok
Közös szereplés régi tagokkal:
- 1986-ban a Tabánban Frenreisz helyettesítette Somlót.
- Az 1992-es búcsúkoncerten Frenreisz és Laux is játszottak, a koncertalbumon az „Ő még csak 14” című dalban hallhatók.
- 2006-ban a SYMA-csarnokban Frenreisz 60 éves jubileumi koncertjén volt egy LGT-blokk, Frenreisz-Presser-Laux-Karácsony felállásban.

### Fontosabb közreműködők
- Adamis Anna 1971-től 1976-ig volt az együttes szövegírója.
- 1977-től az együttes 2016-os befejezéséig Sztevanovity Dusán volt az együttes szövegírója.
- Dés László és Gőz László 1976 és 1982 között az együttes minden albumán játszott szaxofonon és más rézfúvósokon.
- Demjén Ferenc a Zene – Mindenki másképp csinálja című albumon énekesként, a Mindenkin pedig dalszerzőként szerepelt.
- Laux József kilépése és Solti János csatlakozása között Németh Gábor és Szekeres Gábor dobolt a koncerteken.
- Az együttes 1975 és 1980 között megjelent albumainak Kovács György volt a hangmérnöke.

## Diszkográfia
Stúdióalbumok
- Locomotiv GT (1971)
- Ringasd el magad (1972)
- Bummm! (1973)
- Mindig magasabbra (1975)
- Locomotiv GT V. (1976)
- Zene – Mindenki másképp csinálja (1977)
- Mindenki (1978)
- Loksi (1980)
- Locomotiv GT X. (1982)
- Ellenfél nélkül (1984)
- 424 – Mozdonyopera (1997)
- A fiúk a kocsmába mentek (2002)